# راما: منجی
راما: منجی (به هندی: Ramaa: The Saviour) فیلمی محصول سال ۲۰۱۰ و به کارگردانی هادی علی ابرار است. در این فیلم بازیگرانی همچون ساحیل خان، تانوشری دوتا، مگان جادهاو، گریت کالی ایفای نقش کرده‌اند.